# Villarejo de Salvanés
Villarejo de Salvanés es un municipio y localidad española de la Comunidad de Madrid. El término municipal, ubicado en la comarca de Las Vegas y en la histórica de la Alcarria de Chinchón, tiene una población de 7900 habitantes (INE 2024). Pertenece a la diócesis de Alcalá de Henares y al partido judicial de Arganda del Rey. Tiene como patrona a la Virgen de la Victoria de Lepanto y como patrón a San Andrés Apóstol. Posee un vasto término municipal con una extensión de 118,6 km² en los que integra a otras cuatro secciones: Las Huertas de Villarejo, Buena Mesón, La Varga y Vega Corbera.

## Geografía
Ubicada en el kilómetro 48 de la autovía A-3 Madrid-Valencia, limita con las siguientes poblaciones: al norte con Tielmes a 12 km y Perales de Tajuña a 11 km; al este con Valdaracete a 9 km y Fuentidueña de Tajo a 12 km; al sur con Villamanrique de Tajo a 11 km y Villarrubia de Santiago (Toledo) a 38 km; y al oeste con Valdelaguna a 8 km, Colmenar de Oreja a 12 km y Belmonte de Tajo a 6 km. Está situada entre dos ríos, el Tajo y el Tajuña y se encuentra a una altitud de 756 m sobre el nivel del mar.

## Historia
El 23 de abril de 1099 se tiene la primera noticia sobre Villarejo referido a Salvanés solamente. Alfonso VI de León dona el valle de Salvanés y otros lugares a la Iglesia de Toledo en un Privilegio Real. En 1174, el rey Alfonso VIII de Castilla dio el Castillo de la Alharilla al Maestre de Santiago, Pedro Fernández de Fuente Escalada. En 1240, el comendador de Salvanés en la Orden de Santiago era Ramón Iñiguez y Maestre de la Orden Don Rodrigo Iñiguez.
A finales del siglo XV, la Encomienda de Villarejo de Salvanés pasó a ser Cabecera de la Encomienda Mayor de Castilla en la Orden de Santiago. En 1545, era comendador mayor de Castilla Juan de Zúñiga Avellaneda y Velasco, hijo de Pedro de Zúñiga y Avellaneda, II conde de Miranda del Castañar, ayo del príncipe, el futuro Felipe II, capitán de la guardia del emperador Carlos V. A finales del siglo XVI, Luis de Requesens y Zúñiga, hijo de Juan de Zúñiga Avellaneda y Velasco, lugarteniente de Juan de Austria en la batalla de Lepanto, mandó levantar un templo a la imagen de Nuestra Señora de la Victoria de Lepanto, en memoria de la derrota que las armas cristianas infligieron a los turcos.
A mediados del siglo XIX, el lugar contaba con una población censada de 2.927 habitantes. La localidad aparece descrita en el decimosexto volumen del Diccionario geográfico-estadístico-histórico de España y sus posesiones de Ultramar de Pascual Madoz de la siguiente manera:

VILLAREJO DE SALVANES: v. con ayunt. de la prov. y aud. terr. de Madrid (8 1/2 leg.), part. jud. de Chinchon (2), c. g. de Castilla la nueva, dióc. de Toledo (12). sit. en una hondonada bastante dilatada, que forman unas cumbres á su alrededor y á dist. de 1/4 leg. de ella; reinan todos los vientos, y su clima es frio y sano: tiene 570 casas de mediana construccion, distribuidas en varias calles anchas y llanas, pero de mal piso; hay una plaza, casa de ayunt. en buen estado, cárcel, un hospital bastante capaz, con habitaciones separadas para los pobres transeúntes; su dotacion consiste en varias memorias pías; un pósito magnífico lo mas notable de esta v. por su arquitectura y capacidad, casa escuela de los propios, con graneros tan buenos como los del pósito; la escuela de niños, dotada con 3,000 rs., la de niñas la pagan ellas; un santuario que fue conv. de observantes, Ntra. Sra. de la Victoria, y una igl. parr. (San Andrés Apóstol), con curato de segundo ascenso y del patronato del Tribunal Especial de las Ordenes Militares; en los afueras está el cementerio bien situado y un pequeño y ant. cast.: varias fuentes de buenas aguas y diferentes pozos de que se utilizan los vec. para sus usos y el de los ganados. Confina el térm. N. Perales, Tielmes y Carabaña de Tajuña; E. Valdaracete y Fuentidueña; S. Villamanrique y Villarrubia de Santiago, y O. Colmenar y Velmonte de Tajo; comprende 5,000 fan. de todas clases, dedicadas al cultivo, y otras tantas incultas; 4 desp. titulados; Sta. Maria del Villar, Dornajo, Salvanés y Valdepuerco: todos, escepto el de Dornajo, conservan las paredes de sus igl. 2 montes, propio de la v. el uno y el otro de la encomienda mayor de Castilla; varios olivares y algun viñedo. El r. Tajo pasa al confín S. del térm. El terreno es de regular calidad. caminos: los vecinales y la carretera nueva que va á Valencia. correos: hay una estafeta dependiente de Madrid en la que se reciben tres veces á la semana. prod.: trigo, cebada, centeno, vino, aceite y algunas legumbres; mantiene ganado lanar, y cria caza de liebres, conejos y perdices. ind.: una buena fáb. de jabón, diferentes de paño del pais, alfarerías y hacer sogas de esparto de todos tamaños: el comercio está reducido a la esportacion de lo sobrante: se celebra mercado todos los jueves, y una feria el 7 y 8 de octubre. pobl.: 605 vec., 2,927 almas, cap. prod.: 9.024,400 rs. imp: 446,760. contr.: 9'65 por 100.
(Madoz, 1850, pp. 260-261)

El 3 de enero de 1866, el general Prim se sublevó (de modo fallido) en Villarejo de Salvanés contra el gobierno de O'Donnell y el régimen isabelino.

## Demografía
Cuenta con una población de 7900 habitantes (INE 2024).
| Gráfica de evolución demográfica de Villarejo de Salvanés entre 1842 y 2021                                                                                                |
| |
| Población de derecho según los censos de población del INE Población de hecho según los censos de población del INEEn este censo se denominaba Villarejo de Salbanés: 1842 |

## Comunicaciones
Villarejo cuenta con varias líneas de autobús concertadas con el Consorcio de Transportes de la Comunidad de Madrid y lo comunican con otros municipios de la zona, el Hospital del Sureste y Madrid capital. Dichas líneas son: 
| Línea | Recorrido                                                                        |
| ----- | -------------------------------------------------------------------------------- |
| 350A  | Arganda del Rey (Hospital) – Estremera                                           |
| 350B  | Arganda del Rey (Hospital) - Villarejo de Salvanés - Fuentidueña - Villamanrique |
| 350C  | Arganda del Rey (Hospital) – Belmonte de Tajo                                    |
| 351   | Madrid (Ronda de Atocha) – Estremera - Barajas de Melo                           |
| 352   | Madrid (Ronda de Atocha) - Villarejo - Fuentidueña - Tarancón                    |
| 353   | Madrid (Ronda de Atocha) – Villamanrique - Santa Cruz de la Zarza                |
| 430   | Aranjuez – Villarejo de Salvanés                                                 |

## Economía

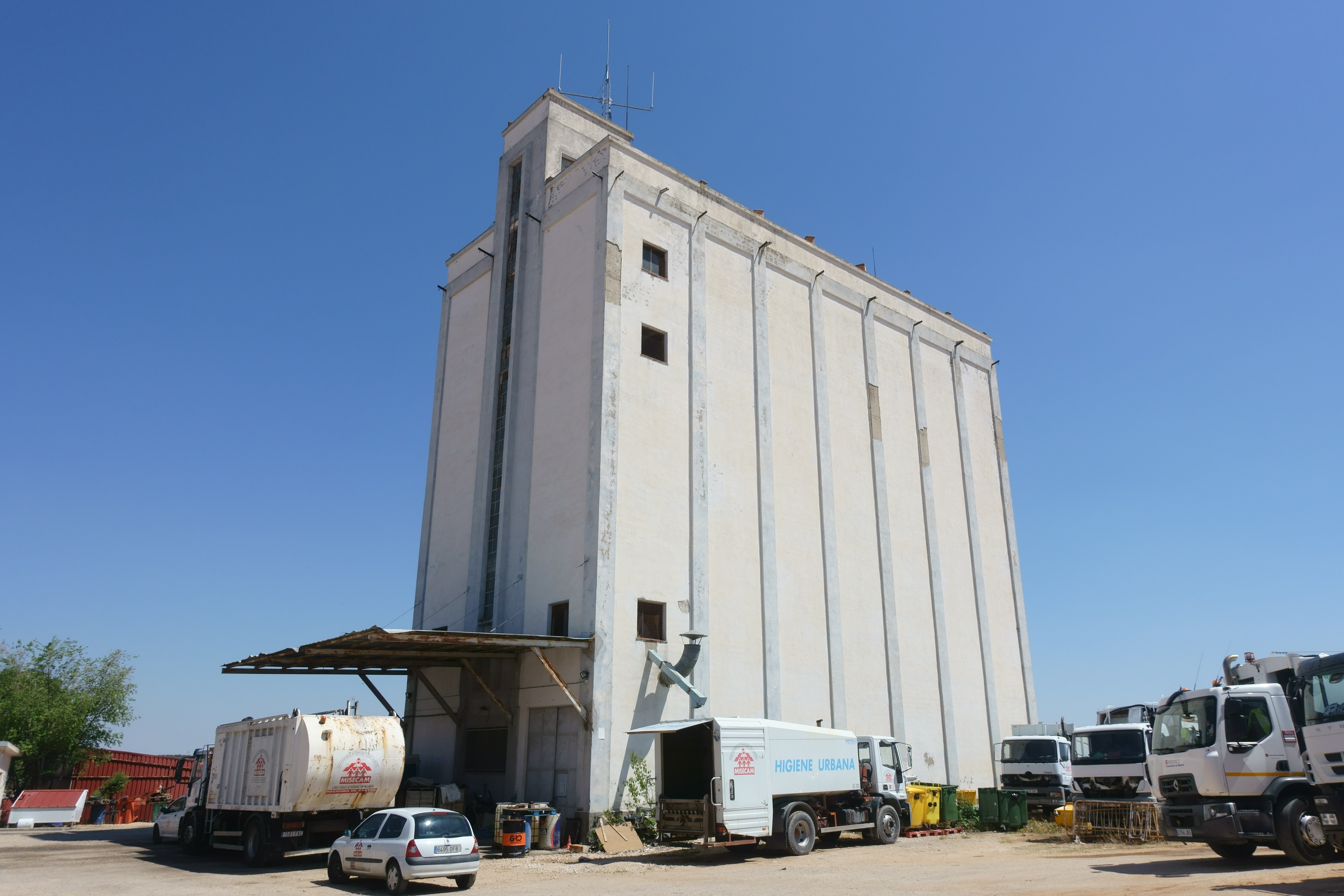
Antiguo silo de cereales de la Red Nacional de Silos y Graneros

Villarejo de Salvanés es muy reconocido por la cantidad de viñedos y olivos que se cultivan en su territorio.
En la actualidad la producción de aceite se lleva a cabo en dos cooperativas: Pósito (cuya almazara está edificada en 1798, siendo el molino de aceite más moderno de Europa) y RECESPAÑA.
La producción de vino está liderada por la Cooperativa San Andrés (fundada en 1963 por un grupo de agricultores, que ya en este mismo año llegaron a moler la uva, aún sin tejado en las instalaciones) y la bodega Vinos Jeromín.

## Administración y política

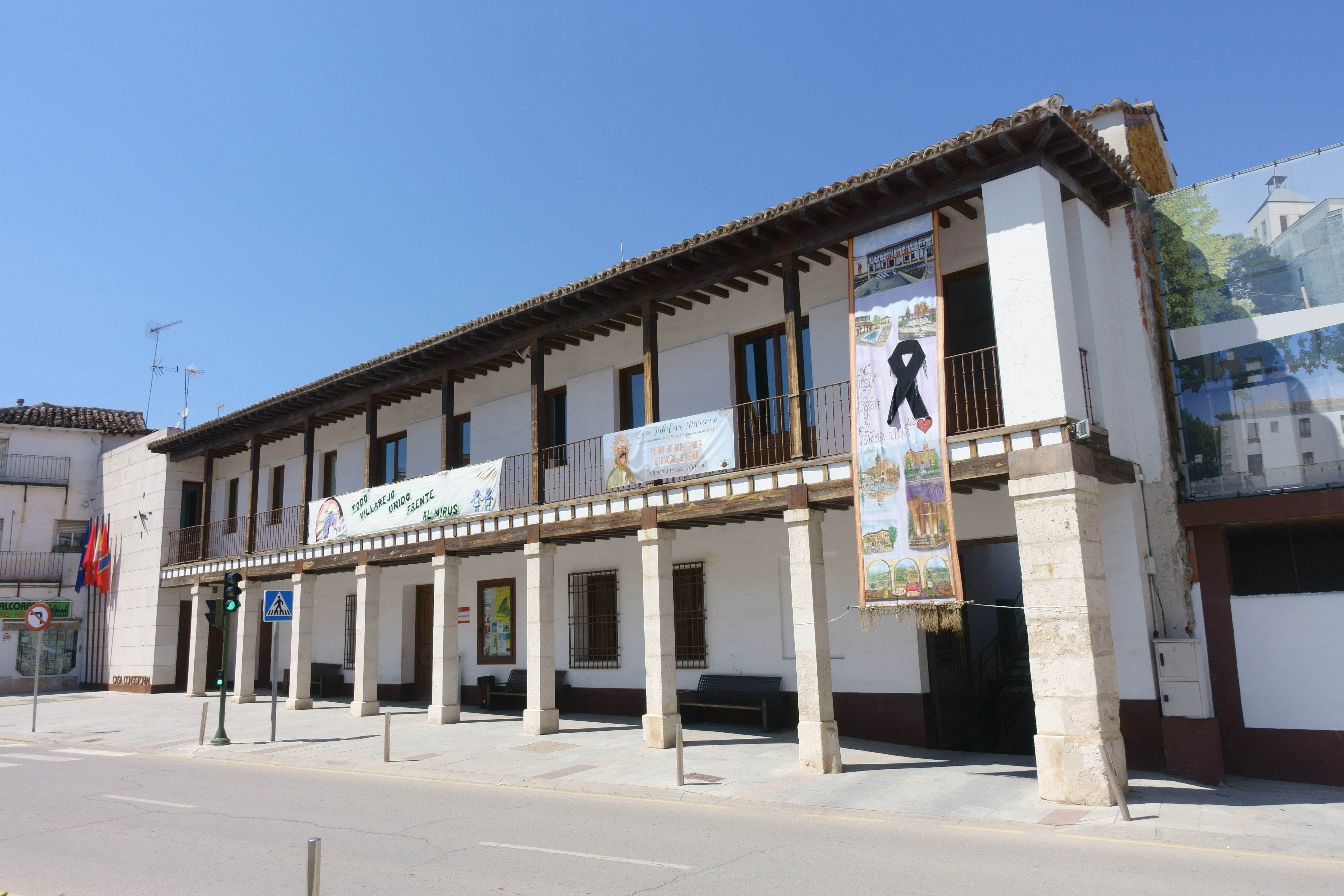
Casa consistorial

Resultados de las elecciones municipales del 26 de mayo de 2019 en Villarejo de Salvanés.
| Candidaturas                             | Votos | Concejales |
| ---------------------------------------- | ----- | ---------- |
| Ciudadanos (Cs)                          | 1371  | 5          |
| Partido Socialista Obrero Español (PSOE) | 1318  | 5          |
| Partido Popular (PP)                     | 938   | 3          |
| Unidas Podemos (PODEMOS)                 | 174   | 0          |
| Izquierda Unida-Los Verdes (IU-LV)       | 22    | 0          |

El 12 de junio de 2019, tras la constitución del ayuntamiento, fue proclamado alcalde de Villarejo de Salvanés el candidato del Partido Ciudadanos, Jesús Díaz Raboso. Alcanzó un acuerdo para gobernar con el apoyo del PPCM. 

## Servicios

### Educación

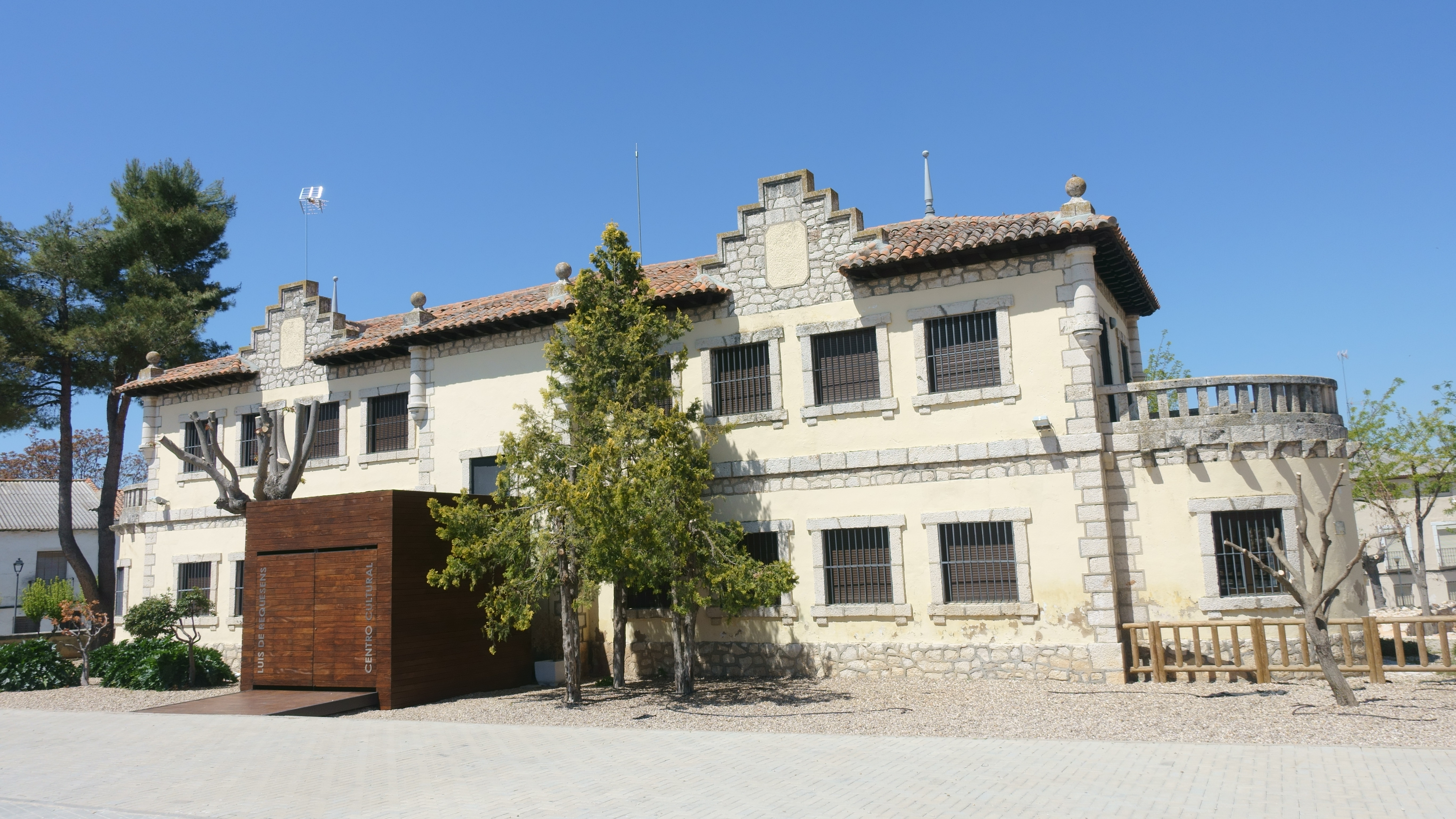
Centro Cultural Luis de Requesens

En el municipio hay una oferta educativa que cubre desde los 0 años a bachillerato o formación profesional:
Primer ciclo de educación infantil:
- El árbol
- El castillo

Colegios de educación primaria
- Colegio Santa Elena (Segundo Ciclo de Educación Infantil y Educación Primaria)Centro privado concertado en todas sus etapas educativas con un programa de Bilingüismo BEDA
- CEIP Nra. Sra. de la Victoria

Institutos de enseñananza secundaria
- IES Santa Elena
- IES Villarejo de Salvanés, colegio bilingüe de la Comunidad de Madrid, y preferente para alumnos con Trastorno Generalizado del Desarrollo con sección en inglés. Oferta de enseñanzas en Bachillerato en las modalidades de Ciencias y Humanidades y Ciencias Sociales

Instituto de formación profesional
- IESP Nuestra Sra de la Victoria de Lepanto Oferta formativa en FP Básica (en Servicios Administrativos, Mantenimiento de Vehículos y Fabricación y Montaje) y Grado Medio (en Gestión Administrativa, Electromecánica, Carrocería DUAL)

Además Villarejo de Salvanés, cuenta con una escuela de adultos con enseñanzas de educación secundaria obligatoria y bachillerato, una escuela de música, una escuela de danza y un colegio de idiomas

## Patrimonio
Villarejo de Salvanés fue declarado Conjunto Histórico en 1974, por la relevancia histórica de su patrimonio monumental, compuesto por la Casa de la Tercia, junto con la iglesia de San Andrés Apóstol y la Torre del Homenaje que formó parte de la fortaleza de la Orden Militar de Santiago. Actualmente además está reconocida como una de las Villas de Madrid.

### Castillo

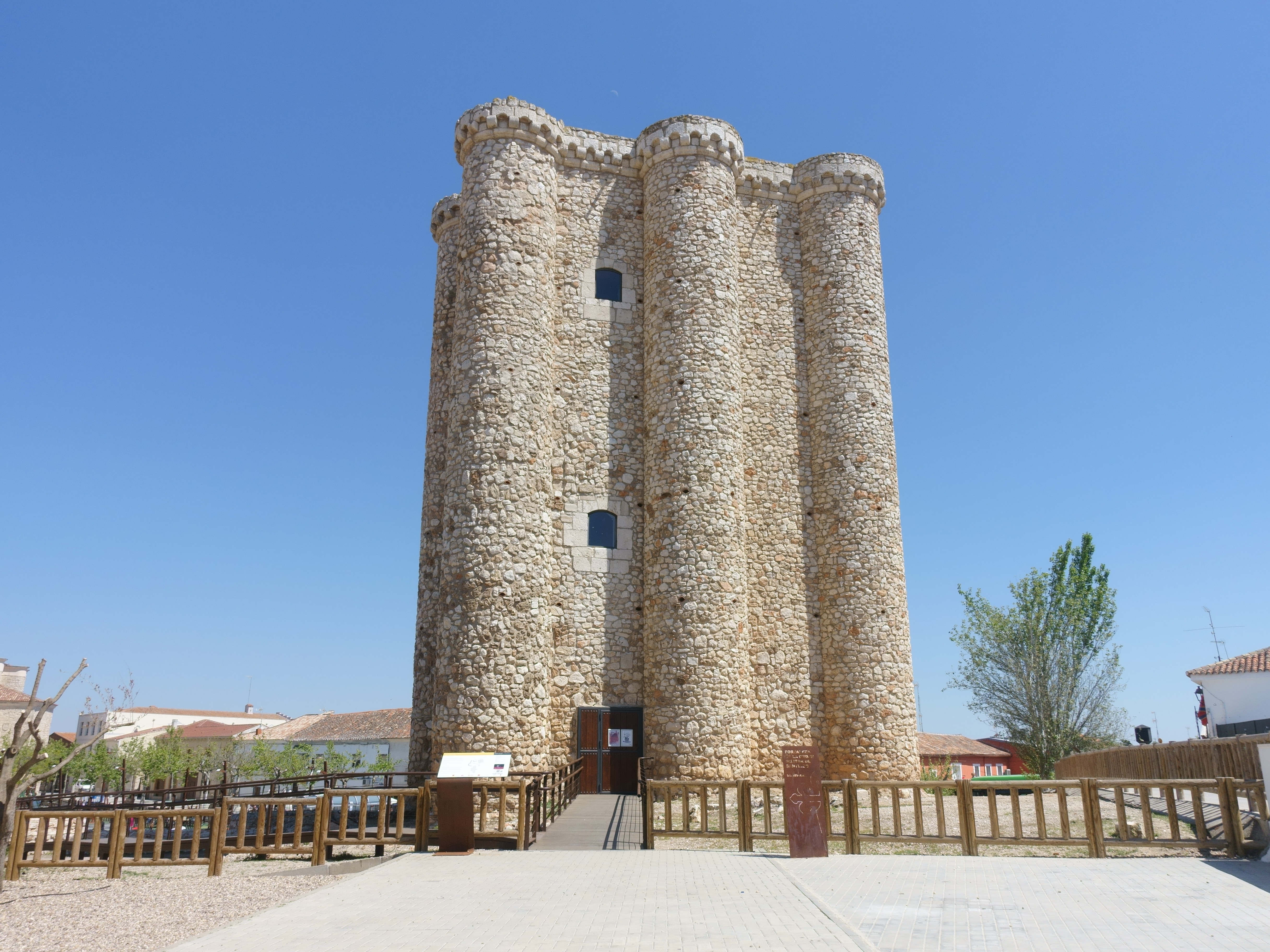
Torre del castillo

La Torre del Homenaje o Castillo de Villarejo de Salvanés, constituye una muestra arquitectónica única en España.
Pertenece al Ayuntamiento de Villarejo de Salvanés. Está integrado dentro del conjunto histórico-artístico de este pueblo, junto con la iglesia de San Andrés y la Casa de la Tercia, según la declaración del año 1974.
El castillo de Villarejo de Salvanés formaba parte del sistema defensivo que protegía el paso por el antiguo Camino de Toledo (o Toledano), así como por la llamada Senda Galiana (calzada romana que enlazaba la Galia e Hispania, en uso durante la Edad Media).
El castillo de Villarejo de Salvanés fue sede del Tribunal Especial de las Órdenes Militares y, en el siglo XIX, acogió como refugiado a El Empecinado, además de convertirse en el punto de origen de uno de los fracasados levantamientos de Juan Prim.

### Casa de la Tercia

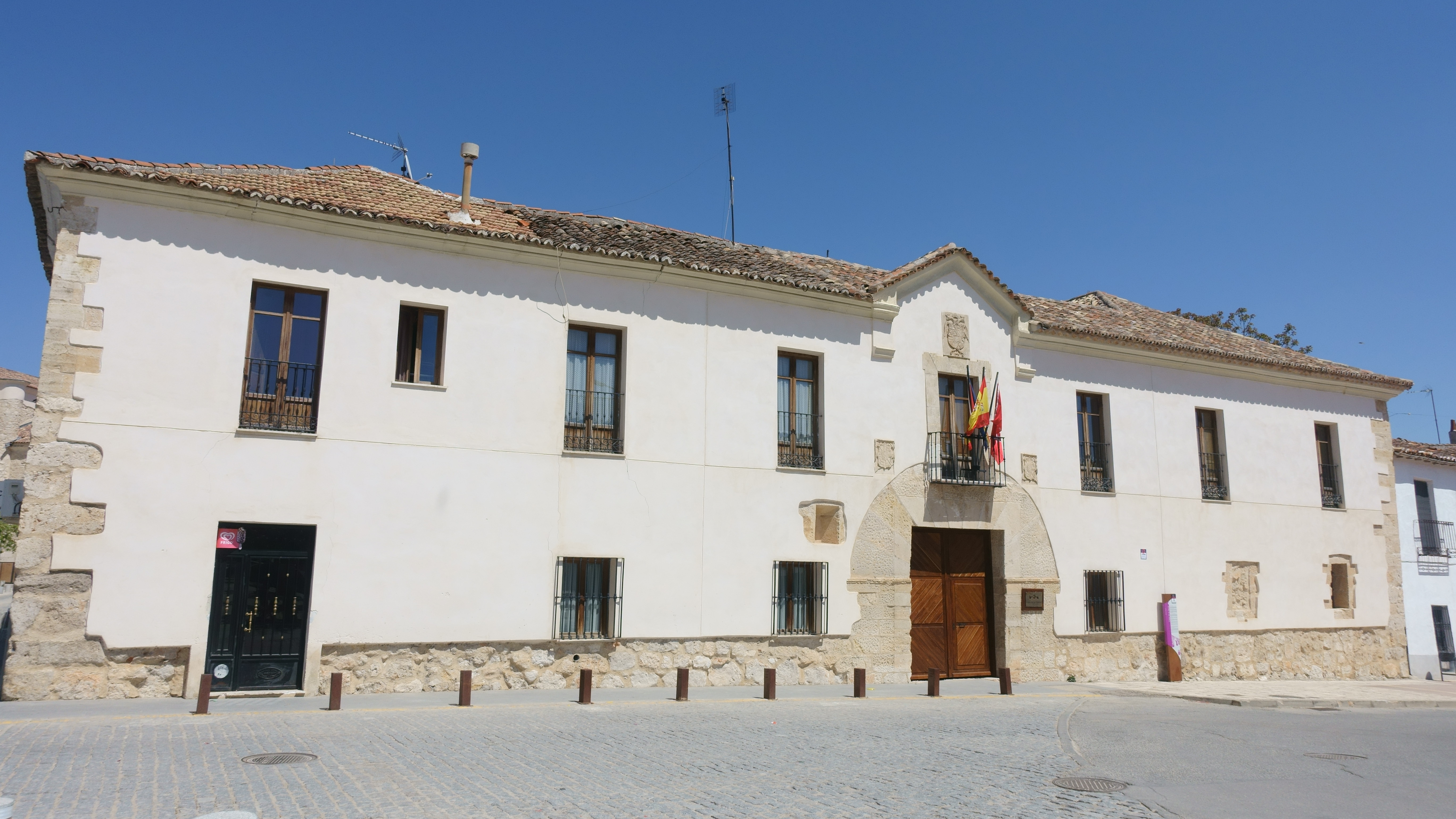
Casa de la Tercia

Construida por la Encomienda Mayor de Castilla en el siglo XVI. Su nombre se debe a que en su interior se guardaba la tercia (tercera) parte de los tributos para el uso personal del Comendador.
Consta de dos plantas y un patio de columnas, además de unas cuevas con tinajas de gran tamaño que servían como almacenamiento del vino de los comendadores. Existen unas galerías subterráneas que la comunican con la iglesia y el castillo. Fue también alojamiento de los primeros Comendadores Mayores hasta la construcción del palacio de éstos, edificio hoy ya desaparecido, y albergó la imagen de la patrona del municipio, la Santísima Virgen de la Victoria de Lepanto, durante la construcción del templo a su dedicación prometido por Luis de Requesens y Zúñiga por la intercesión de ésta en la victoria del ejército español en la batalla de Lepanto.

### Santuario de Nuestra Señora de la Victoria

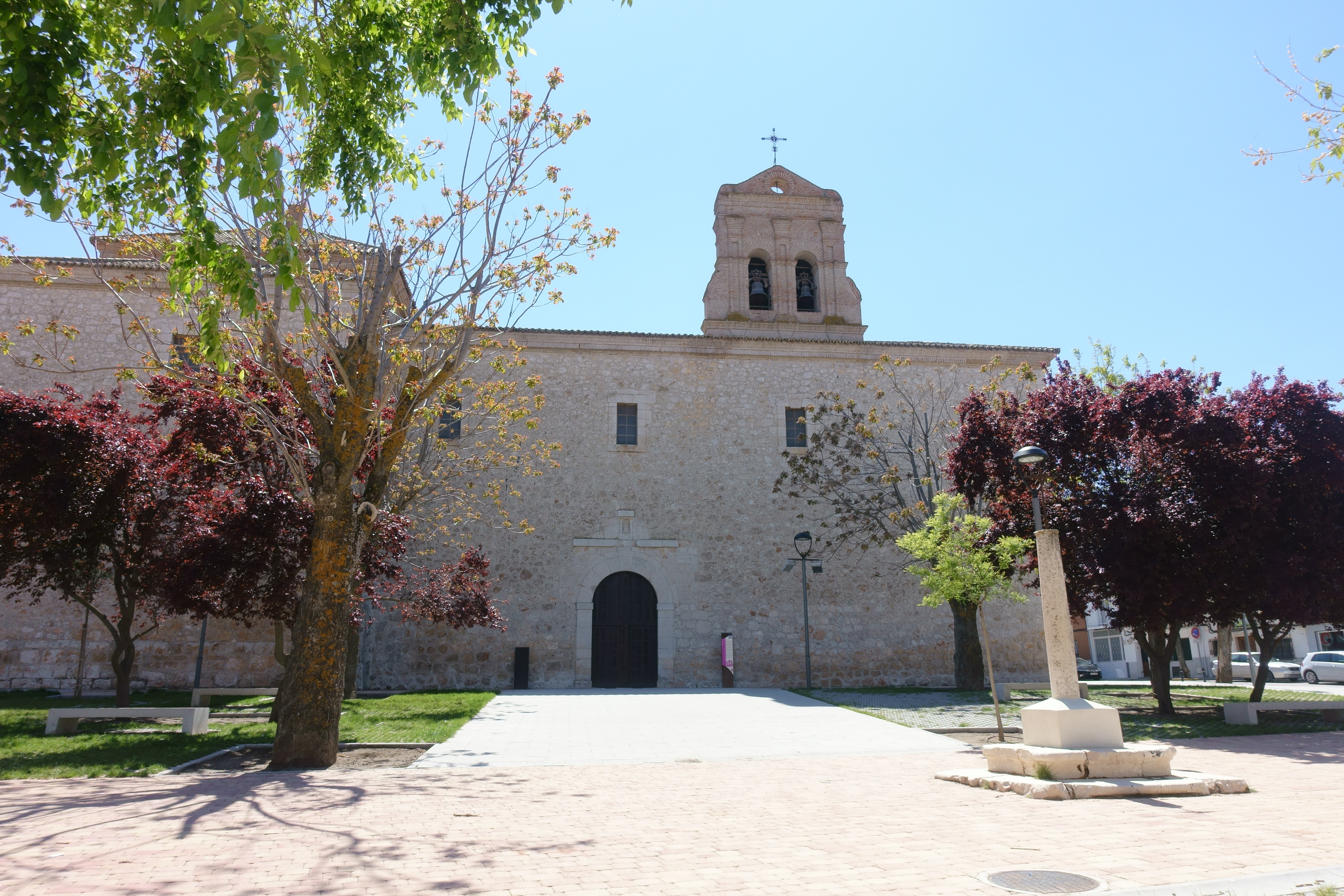
Santuario de Nuestra Señora de la Victoria

El Santuario de Nuestra Señora de la Victoria se empezó a construir en 1573 por orden de Luis de Requesens en memoria de la victoria conseguida en la batalla del 7 de octubre de 1571 contra los turcos en el golfo de Lepanto. Luis había acompañado a Juan de Austria durante la rebelión de las Alpujarras y fue su primer lugarteniente en Lepanto. En la batalla naval, Requesens pidió la intercesión de la Virgen del Rosario para salir victorioso de la contienda, prometiendo que de ser así le dedicaría un convento en Villarejo de Salvanés para su honra. Dos tradiciones distintas nos hablan del origen de la imagen. Una dice que la talla iba en la embarcación de Requesens. Otra, que era la imagen ante la que el Papa San Pío V rezó en Roma durante el desarrollo de la batalla. El caso es que la Madre de Dios recibió el nombre de Victoria de Lepanto. 
En 1580 el arquitecto Pedro de Tolosa dio unas condiciones para el conjunto conventual, con sus correspondientes monteas y perfiles. El convento se reformó en estilo barroco durante el siglo XVII y en la actualidad contiene una importante biblioteca. De planta de cruz latina y bóveda de cañón con lunetos, en sus paredes podemos contemplar pinturas contemporáneas de Rafael Pedrós. Destacan entre ellas, los lienzos de los Beatos José de San Jacinto y Nicanor Ascanio. La actual imagen de Ntra. Sra. de la Victoria de Lepanto, que se custodia en el camarín, es obra de un taller valenciano de 1939. El Niño, sin embargo, sí es el original. 
Es un bien de propiedad comunal y es administrado por la Comisaría de la Virgen de la Victoria, en colaboración con el Ayuntamiento, la parroquia y la Hermandad de Nra. Sra. de la Victoria.
El claustro del convento y las dependencias que albergaron a los frailes, salvo la sala capitular, fue convertido en los años 70 del pasado siglo en un Instituto de enseñanza profesional.

### Iglesia de San Andrés Apóstol

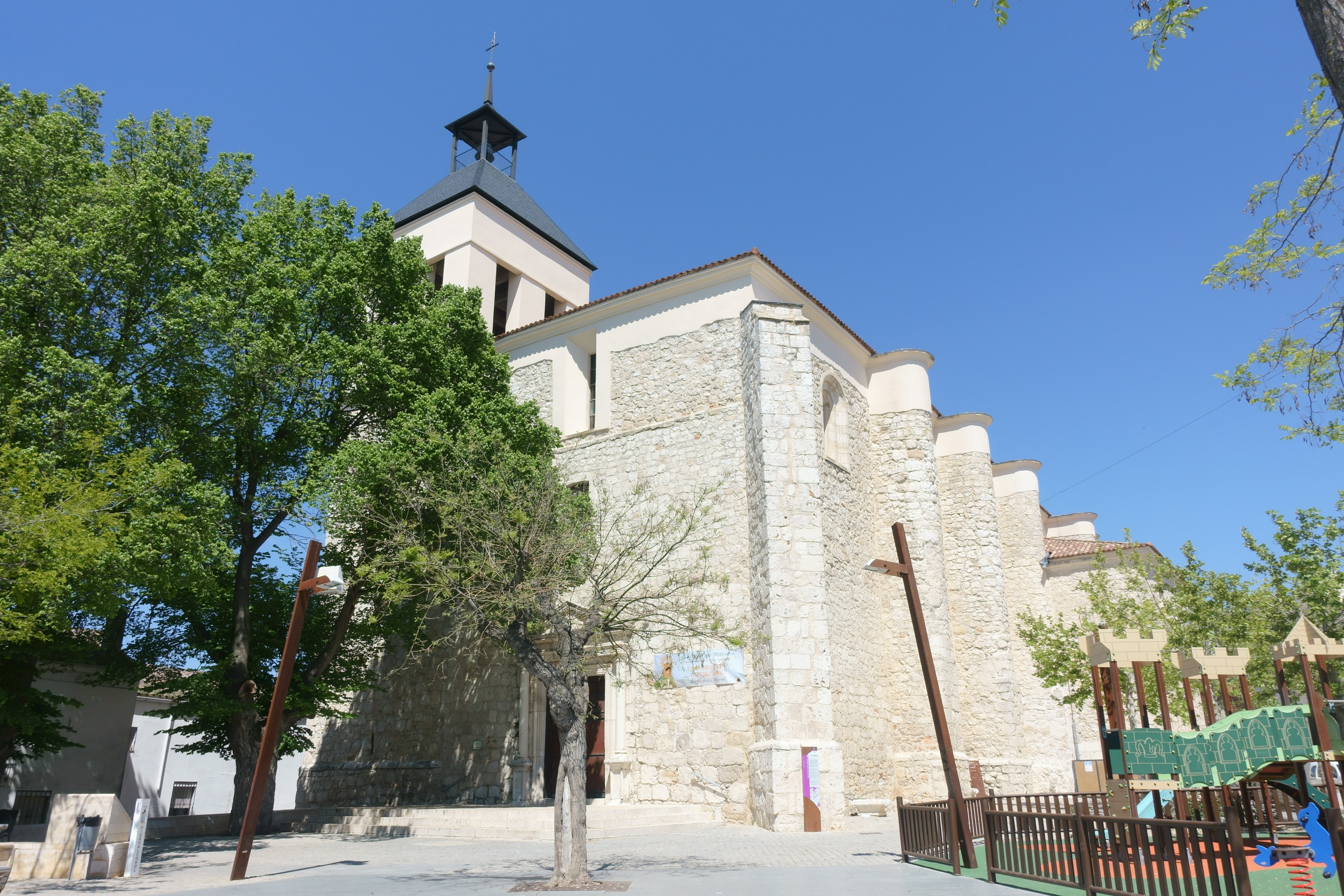
Iglesia de San Andrés Apóstol

La iglesia parroquial data del siglo XIV. Sufrió graves daños a lo largo del siglo XX. Al inicio de la guerra civil perdió su patrimonio artístico móvil las milicias de izquierdas y el bando republicano saquearon el templo y quemaron las imágenes. Después de un terremoto acaecido en 1969 se demolió la techumbre y las bóvedas y fue completamente restaurada en los años 80.
Consta de un ábside poligonal con altos contrafuertes, que la hacen similar al castillo. Es de una sola nave y tiene dos capillas laterales, sacristía y torre, rematada por un chapitel de pizarra que fue repuesto recientemente. En su fachada principal observamos un frontón con un escudo de la Orden de Santiago en el centro al igual que en la puerta lateral. Otros escudos, como el de los Aponte, flanquean el edificio. La iglesia está ubicada en la plaza del Castillo y forma parte del conjunto histórico-artístico de la localidad, junto a la Torre del Homenaje o Castillo y la Casa de la Tercia.
Está presidida por San Andrés, patrón de Villarejo de Salvanés, talla del escultor Tomás Parés. La imagen está enmarcada en un retablo de escayola inaugurado en el año 2000. Las imágenes de los beatos Nicanor Ascanio y José de San Jacinto, ambos hijos ilustres de la localidad, completan el conjunto, que está coronado por una talla de Cristo en su color del escultor Dorrego. En el amplio presbiterio destaca el sagrario neo-románico, el altar, la sede y el ambón en piedra blanca. 
El interior del templo tiene además dos capillas laterales. La de la derecha o capilla de los Aponte está cerrada por una reja renacentista y alberga en su interior dos retablos con las imágenes de la Inmaculada Concepción y Jesús Nazareno. En ella se puede contemplar la lápida fundacional además de las imágenes de la Virgen de la Salud, el Resucitado, San José de la Montaña, San Juan Bautista y la cruz desnuda, que aquí se llama la Sabanilla. En la capilla de la izquierda encontramos la pila bautismal de 1959 y los retablos de Ntra. Sra. del Carmen, talla de madera, y de Ntra. Sra. de la Soledad con el Cristo yacente. Actualmente en esta capilla se ha colocado un cuadro del pintor local Osmundo Martínez sobre el tema "San Lucas pintando a la Virgen María". En la nave de la iglesia se encuentran las imágenes de Jesús atado a la columna y del Santísimo Cristo de la Fe, así como una Santa Cena, también de Osmundo Martínez. La sacristía, que era una de las antiguas capillas laterales, es la única que conserva la bóveda de crucería y en ella se encuentra una talla de San Andrés de principios del siglo XVII.

### Museo del Cine
La Comunidad de Madrid, gracias a la colección de Carlos Jiménez, abrió en la localidad el primer museo del cine para profesionales en España. El Museo Profesional y Tecnológico del Cine en España está ubicado en el antiguo cine París. Ocupa una superficie de mil metros cuadrados divididos en tres salas y contiene siete exposiciones temáticas y once subgrupos expositivos.

### Arquitectura funcional
Existen construcciones muy interesantes en Villarejo de Salvanés, que se deben a las necesidades que antaño tenían sus habitantes. Entre ellas destacan:
La almazara
En 1798, la importancia de la producción de oleícola en el municipio tuvo como consecuencia la construcción del molino de aceite más moderno de Europa, gracias al infante Fernando María Luis, duque de Parma, Piacenza y Guastalla, que ostentaba el cargo de comendador. Propiedad de la Encomienda Mayor de Castilla, para su instalación fue necesario erigir un edificio de nueva planta que actualmente observamos, si bien la maquinaria original se ha perdido por completo.
El antiguo hospital
Es una típica construcción funcional del siglo XVIII. Su elegante edificación se articula en torno a un patio central a modo de claustro abovedado con corredores en dos alturas. Se accede a través de una sencilla portada de piedra caliza sobre la que se encuentra un balcón en el marco de una bella fachada. Si bien se conoce la existencia de un hospital para pobres en el siglo XVI, este edificio fue erigido en la segunda mitad del siglo XVIII.
Fuentes y lavaderos

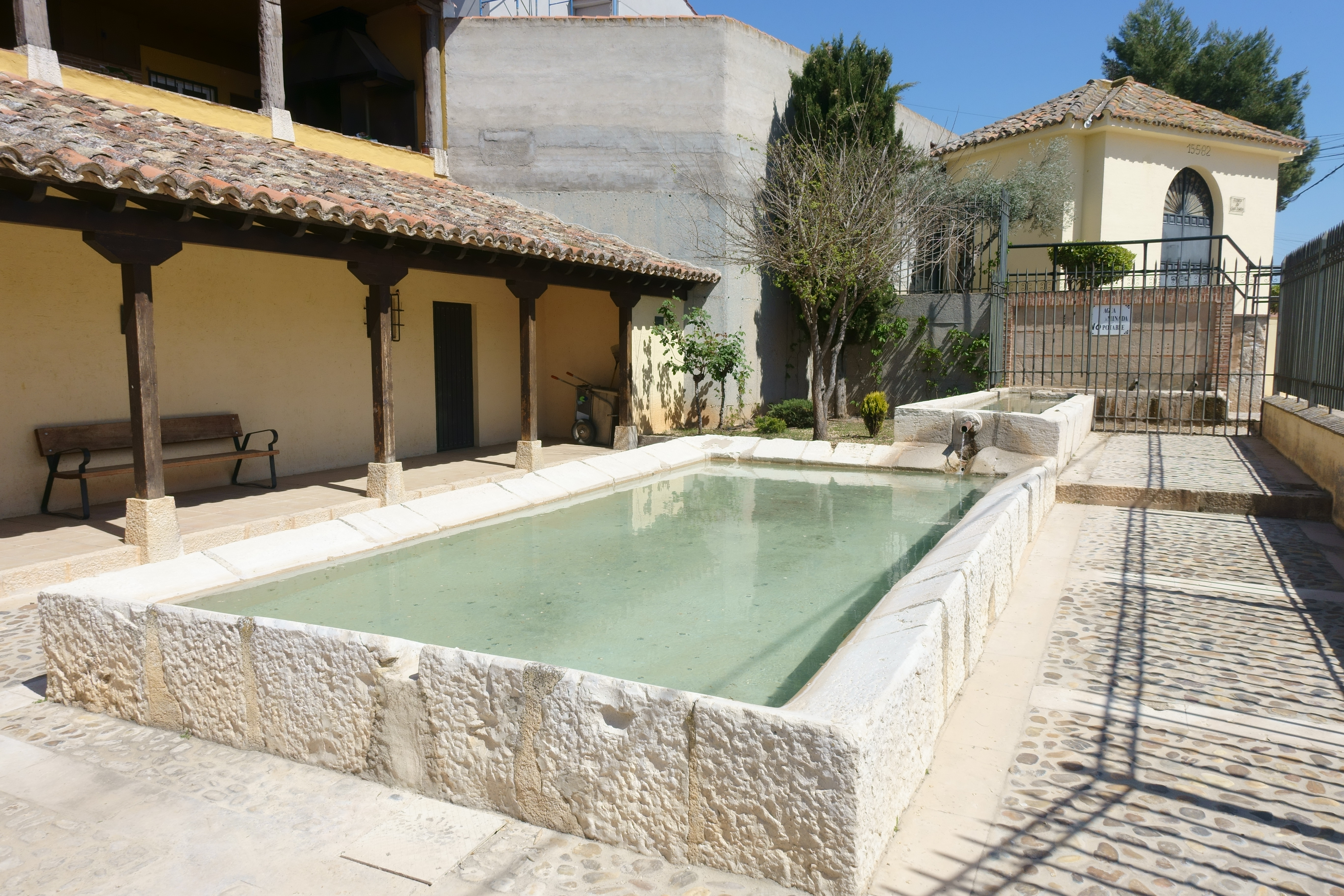
Lavadero del Pozo Marcos

La fuente y lavadero del Pozo Marcos está situada fuera del casco urbano, al pie de la ermita de San Isidro. Sirvió como abrevadero para el ganado y como lavadero, además de abastecer de agua a los vecinos. Construida en el siglo XVIII, cuenta con dos caños que desaguan en un gran pilón en forma de ele que vierte a su vez en un gran lavadero. Todo el conjunto fue construido con bloques de piedra caliza entre los siglos XIX y XX.
La fuente y lavadero de El Cañuelo está también situada fuera del casco urbano. Se construyó en 1776 y consta de una fuente fabricada con bloques calizos, con un rebosadero semicircular excavado en la piedra que, mediante un canal, conduce el agua hasta un abrevadero rectangular, también de piedra caliza. El lavadero se encuentra parcialmente incrustado en el suelo, con muros de piedra y enfoscado de mortero bruñido al interior.

### Plaza de toros

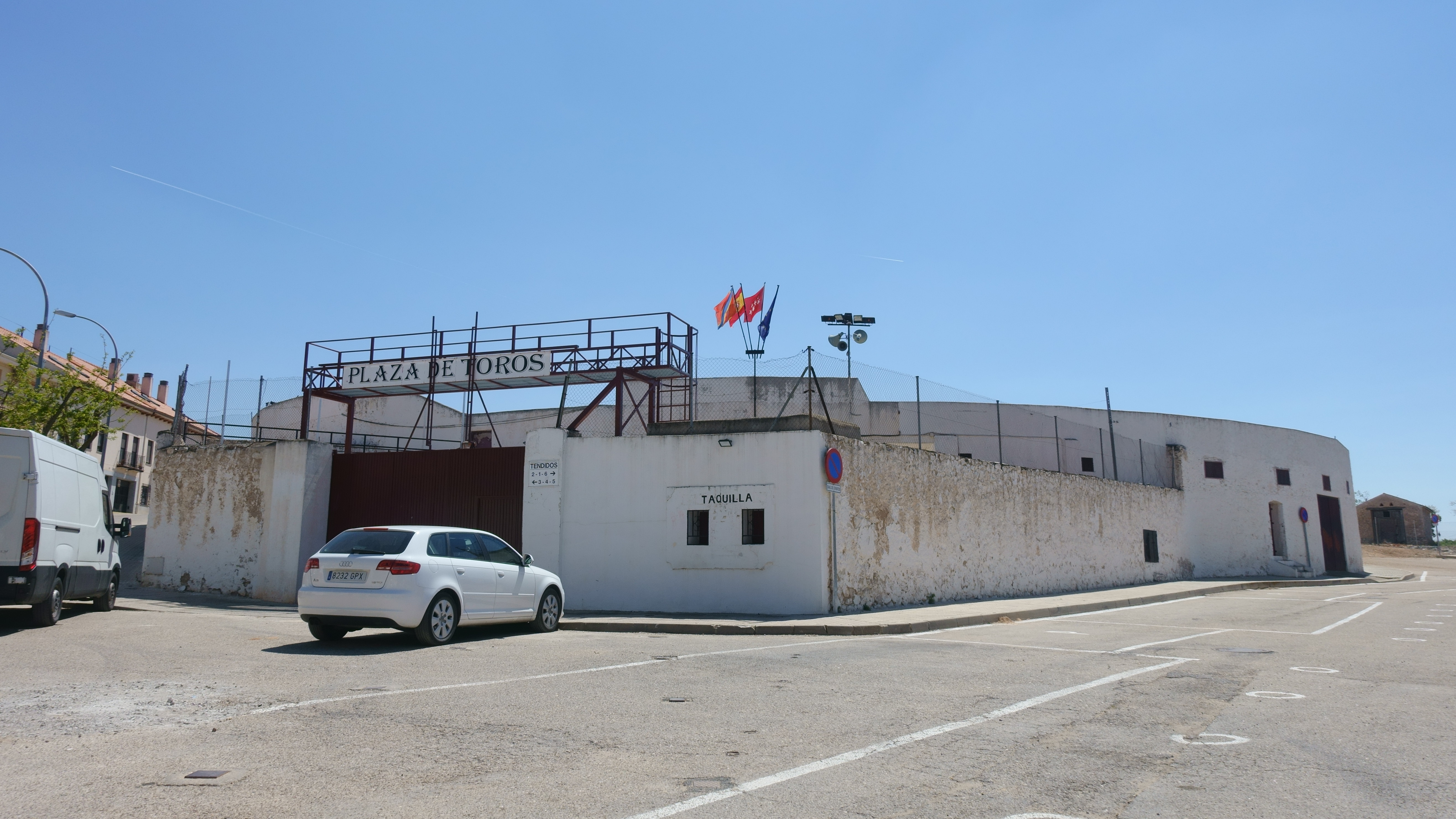
Plaza de toros

La plaza de toros de Villarejo de Salvanés fue construida en 1965. Anteriormente los festejos taurinos eran organizados en la plaza de España, pero gracias a la gran afición que ha habido siempre en el municipio, en 1962 comenzó la construcción del coso actual con la participación de los vecinos. Gracias al tesón, el compromiso y el buen hacer de todo un pueblo, fue inaugurada el abril de 1965.

### Ermitas de San Isidro y del Calvario

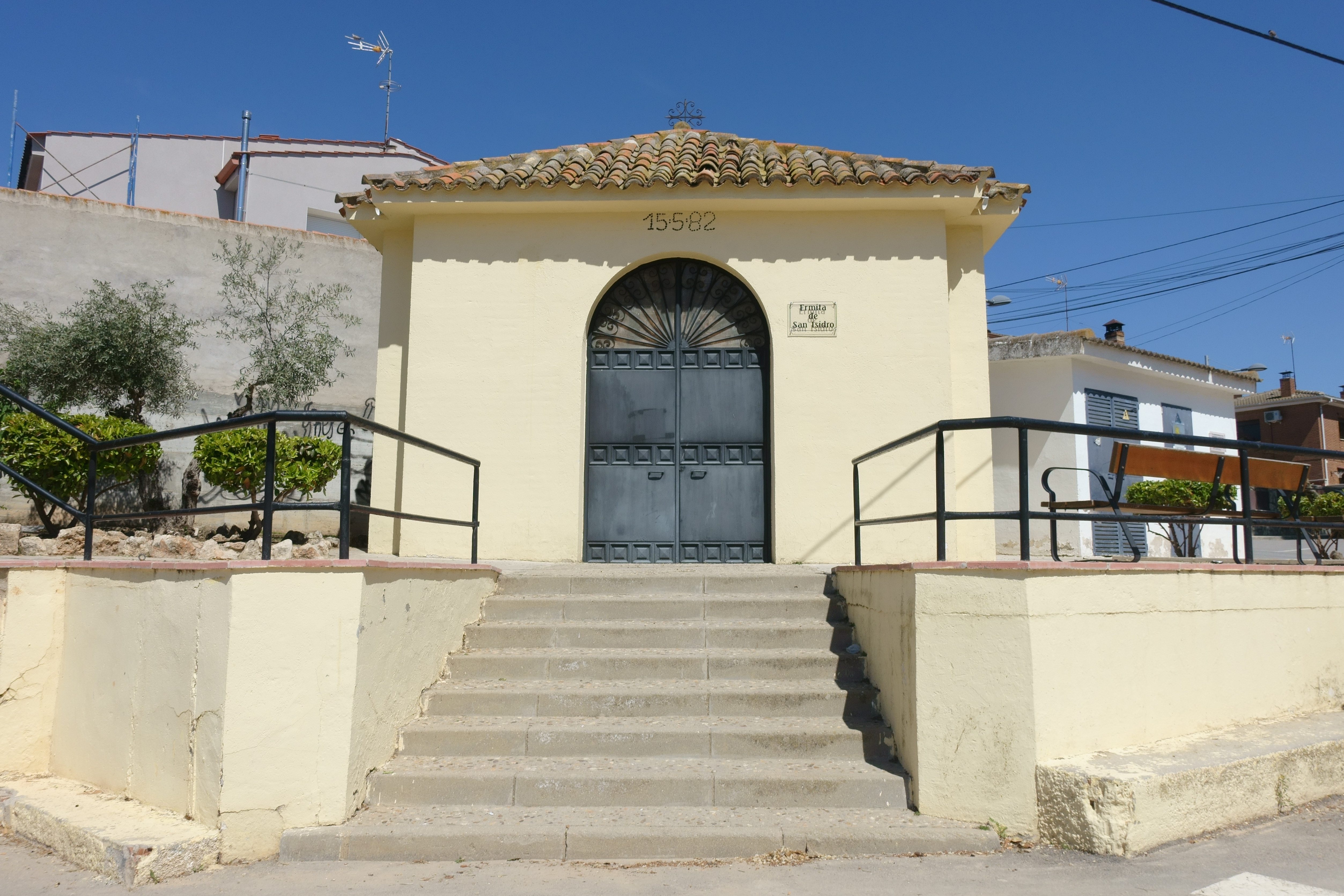
Ermita de San Isidro

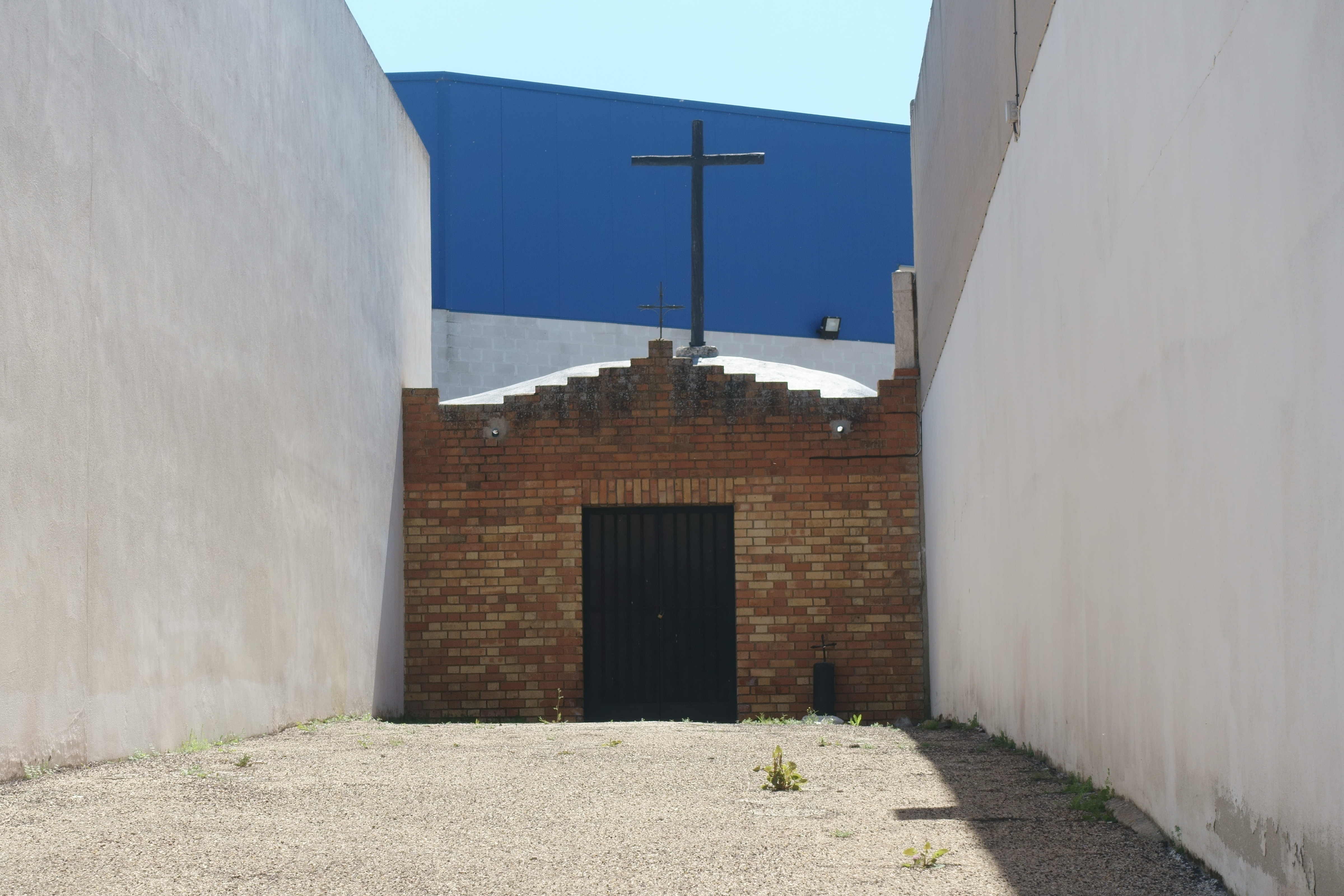
Ermita del Calvario

San Isidro tiene gran devoción entre los alcoranos. Se celebran sus fiestas los días anteriores o posteriores al 15 de mayo, en la pradera, situada en la plaza del Pozo Marcos, dónde antiguamente hubo otra ermita dedicada al santo evangelista. Se realizan dos romerías; desde el convento de Nra. Sra. de la Victoria (donde la imagen del Santo permanece) hasta su ermita y al revés. El edificio actual fue construido en los años 70 del siglo pasado sobre las ruinas de la anterior ermita. En el interior de la ermita se custodia otra imagen más pequeña de San Isidro y la de su esposa, Santa María de la Cabeza. 
Es tradicional que en las fiestas de San Isidro se instalen en dicha plaza casetas de los bares y restaurantes de la localidad, así como de los partidos políticos del municipio.
La ermita del Calvario, recientemente restaurada, es una cueva que pasa casi desapercibida. Está situada en frente del cuartel de la Guardia civil. En su interior se celebra misa estacional el Martes Santo y la Hermandad del Carmen vela la imagen del Cristo yacente en la tarde del Viernes Santo.

### Yacimiento arqueológico de Santa María
Se encuentra a unos cinco kilómetros del municipio. Se iniciaron las excavaciones en 1992, habiéndose hecho seis campañas de investigación hasta la fecha. Existen muestras del Castro Carpetano, del final de la Edad de Bronce, de la época romana, de la ocupación islámica, etc.

## Cultura

### Fiestas
Fiestas locales no laborables | 7 de octubre y 1 de septiembre 
Carnaval | 2 de marzo
Miles de personas participan en el Carnaval de Villarejo de Salvanés, que incluye desfile por todo el pueblo y fiesta de disfraces
Semana Santa |
14 de abril Domingo de Ramos

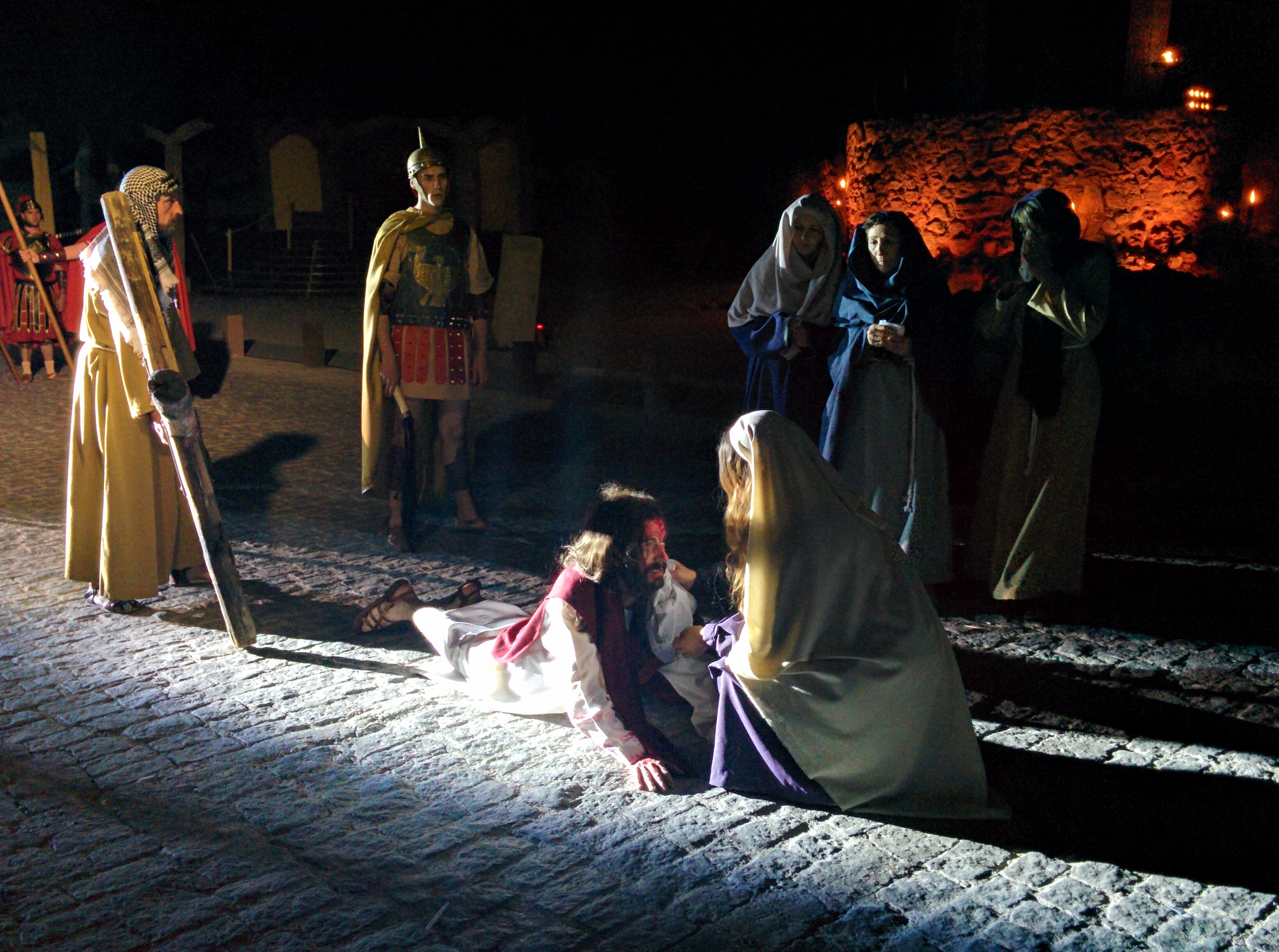
Un momento de la Pasión Viviente

18 de abril Jueves Santo: Representación de la Pasión Viviente
19 de abril Viernes Santo. Actos religiosos y procesiones
21 de abril Pascua de Resurrección y procesión del Encuentro
Feria andaluza | Abril
Casetas andaluzas, concursos de sevillanas, Misa Rociera y actuaciones de flamenco.
Fiesta del trabajo | 1 de mayo
Fiesta de la Comunidad de Madrid | 2 de mayo
Concierto Banda de Música
Cristo de la fe | 5 de mayo
Procesión.
Día del milagro | 13 de mayo
Procesión Virgen de la Victoria. Se conmemora el milagro reconocido por la Iglesia Católica, según el cual, Ntra. Sra. La Virgen de la Victoria de Lepanto se trasladó de lugar en el incendio ocurrido en su santuario en el siglo XVII.
San Isidro | 15 de mayo
Fiesta popular con actividades en la pradera Pozo Marcos.
Corpus Christi |23 de junio
Alfombras gigantes de flores, y altares repartidos por el pueblo. Procesión con la participación de cientos de niños vestidos de comunión.
FESTIVAL DE BANDAS DE MÚSICA | junio
Pasacalles de las Bandas participantes y concierto en la plaza de toros de Villarejo de Salvanés.
Noche en llamas | Primer fin de semana de julio
Música de banda, música clásica, rock, Big Band, flamenco, artes plásticas, literatura, artesanía, baile moderno, visitas al Museo del Cine, y apertura nocturna del Castillo y la Casa de la Tercia.
Virgen del Carmen |16 de julio
Procesión.
Fiestas populares | Últimos días de agosto y primeros septiembre
Desfile de Peñas y proclamación de Reinas y Damas; Pasacalles de Gigantes y Cabezudos. Encierros, corridas de toros, suelta de vaquillas y recortes. Gymkana, Discoteca Móvil y Verbenas, Pruebas Deportivas, Paella Popular para 3000 personas y procesión de la Virgen de la Victoria de Lepanto el día 1 de septiembre.
Agromadrid | 20, 21 y 22 de septiembre
Feria Agroalimentaria de la Comunidad de Madrid, con expositores llegados de toda la región.
FIESTAS PATRONALES EN HONOR A LA VIRGEN DE LA VICTORIA DE LEPANTO | Del 2 al 7 de octubre
Pasacalles de Gigantes y Cabezudos, Conciertos y Verbenas, Procesión de la Virgen de la Victoria el día 7 de octubre.
Pasaje del terror | En torno a Halloween
Pasaje teatral del terror con sede itinerante.
Día de los Todos los Santos | 1 de noviembre
Actos religiosos en el cementerio San Isidro.
Santa Cecilia | En torno al 22 de noviembre
Ciclos de música de cámara, actuaciones de la Banda y de la Escuela de Música.
San Andrés, patrón de la parroquia | 30 de noviembre
Feria de la Cuchara y actuaciones de folklore, verbenas y pólvora.
Navidad | Desde el 1 de diciembre al 6 de enero
Programación completa que incluye al Cartero Real, conciertos de Navidad, actividades infantiles, benéficas y la Gran Cabalgata de Reyes con carrozas elaboradas entre los vecinos del municipio.